# 林陌
林陌（1993年11月20日—），生於廣西北海，中國男歌手，匠星娛樂所屬，為匠星娛樂旗下Mr.鈦戈男團的隊長，代表作有《天際線》、《Mr.鈦戈》。他在第一次高考被一所较好的二本院校录取，但选择了复读，并成功考入艺术类院校廣西藝術大學。2019年1月參加爱奇艺偶像男团競選真人秀《青春有你》。2019年4月6日決賽總結第14名。2020年參加優酷選拔節目《少年之名》，8月28日，最終獲第七名，以限定組合S.K.Y成員出道。

## 演藝經歷
2018年4月14日，隨組合推出首支單曲《眼淚座》，從而正式出道。4月26日，隨組合推出第二支單曲《小告白》。5月3日，隨組合推出第三支單曲《All About You》。5月9日，隨組合再次推出單曲《天際線》。7月31日，隨組合推出首張正式專輯《去未來》，專輯中收錄了《眼淚座》等單曲。10月21日，隨組合參加了騰訊視頻音樂打榜節目《由你音樂榜樣》，並表演歌曲《夜空懸浮》。12月10日，隨組合發行專輯《少年》。
2019年1月21日，他參加的偶像競演選秀節目《青春有你》播出，最終獲得第14名。5月10日，隨組合受邀參加在北京奧林匹克公園舉辦的“北京冬奧會倒計時1000天”節目。7月14日，隨組合受邀亮相央視“最佳時刻——2018世界杯燃情之夜”景觀歌會。8月，隨組合做客騰訊音樂類電台脫口秀直播節目《見面吧！電台》擔任嘉賓。11月17日，隨組合獲亞洲音樂盛典年度人氣飆升組合獎。11月28日，隨組合獲得金河豚獎最具商業價值偶像新人獎。
2020年1月11日，隨組合獲得流行金曲排行榜新聲力量集結號2019年度盛典最流行·年度最佳偶像組合獎。1月21日，隨組合推出單曲《Give me your money》。2月12日，隨組合推出單曲《Marry me》。6月26日，他參加的少年青春逐夢同行成長綜藝節目《少年之名》，最終獲得第七名，並以SKY天空少年成員身份成團出道。9月9日，隨組合參加江蘇衛視聚划算99划算夜，並表演歌曲《加油！Amigo》。9月20日，隨組合參加在上海舉辦成團暨首支單曲《BURN》發布會，並以“文娛少年夢想官”身份正式加入酷漾娛樂。

## 音樂作品

### Mr.鈦戈
- 2018年4月14日:《眼淚座》
- 2018年4月26日:《小告白》
- 2018年5月3日:《All About You》
- 2018年5月9日:《天際線》